# Далл’Оссо, Маттео
Маттео Далл'Оссо (итал. Matteo Dall'Osso, родился 18 мая 1978 года в Болонье) — итальянский политик, депутат Палаты депутатов Италии от Движения пяти звёзд.

## Биография
Окончил институт по специальности «инженер-электроник», защитил диплом на тему «Проект коммутационного блока для системы монокристальных мультипроцессоров», некоторое время работал в Германии в научно-исследовательском институте. В 2003 году у Далл'Оссо был диагностирован рассеянный склероз.
Избран в Палату депутатов 19 марта 2013 года по итогам парламентских выборов от XI избирательного округа Эмилия-Романья. С 7 мая 2013 года по 28 января 2015 года — член XII комиссии (по социальным вопросам). С 28 января 2015 года — член XI комиссии (по государственному и частному труду).